# XM Satellite Radio Indy 300 2007
XM Satellite Radio Indy 300 2007 var säsongspremiären i IndyCar Series 2007. Racet kördes den 24 mars på Homestead-Miami Speedway. Dan Wheldon inledde säsongen på samma sätt som han gjort på samma bana 2005 och 2006, och vann en klar seger före Scott Dixon. Med Dixons andraplats så tog Chip Ganassi Racing en dubbelseger i säsongsinledningen. 2006 års mästare Sam Hornish Jr. tog tredjeplatsen.

## Slutresultat
| Plats | Förare            | Team                     | Grid | Kvaltid |
| ----- | ----------------- | ------------------------ | ---- | ------- |
| 1     | Dan Wheldon       | Chip Ganassi Racing      | 1    | 24,943  |
| 2     | Scott Dixon       | Chip Ganassi Racing      | 6    | 25,130  |
| 3     | Sam Hornish Jr.   | Team Penske              | 2    | 24,946  |
| 4     | Vitor Meira       | Panther Racing           | 11   | 25,244  |
| 5     | Tony Kanaan       | Andretti Green Racing    | 5    | 25,042  |
| 6     | Ed Carpenter      | Vision Racing            | 15   | 25,297  |
| 7     | Dario Franchitti  | Andretti Green Racing    | 3    | 25,014  |
| 8     | Tomas Scheckter   | Vision Racing            | 12   | 25,265  |
| 9     | Hélio Castroneves | Team Penske              | 8    | 25,145  |
| 10    | Buddy Rice        | Dreyer & Reinbold Racing | 13   | 25,270  |
| 11    | Sarah Fisher      | Dreyer & Reinbold Racing | 9    | 25,157  |
| 12    | Scott Sharp       | Rahal Letterman Racing   | 7    | 25,143  |
| 13    | Darren Manning    | A.J. Foyt Enterprises    | 17   | 25,429  |
| 14    | Danica Patrick    | Andretti Green Racing    | 14   | 25,284  |
| 15    | Marty Roth        | Roth Racing              | 19   | 25,518  |
| 16    | Kosuke Matsuura   | Panther Racing           | 18   | 25,435  |
| 17    | Jeff Simmons      | Rahal Letterman Racing   | 16   | 25.324  |
| 18    | A.J. Foyt IV      | Vision Racing            | 10   | 25,216  |
| 19    | Alex Barron       | CURB/Agajanian Racing    | 20   | 25,747  |
| 20    | Marco Andretti    | Andretti Green Racing    | 5    | 25,127  |